# Francis Hervieu
Pour les articles homonymes, voir Hervieu.
Francis Hervieu, né le 13 juin 1956 à Saint-Lô, est un kayakiste français. 

## Palmarès
Francis Hervieu participe aux Jeux Olympiques de Moscou en 1980, où il termine 4e, et aux Jeux Olympiques de Los Angeles en 1984 (6e). Il est présélectionné pour les JO de Montréal en 1976 et de Séoul en 1988.
Il participe aux championnats du monde (finales) : 7e en 1978, 3e en 1979, 8e en 1982, 8e en 1983, 5e en 1985, 7e en 1986 et est demi-finaliste en 1977 et en 1981.
Francis Hervieu détient également plus de 15 titres de champion de France en K-1 (monoplace), K-2 (biplace) et K-4 (quatre places) entre 1975 et 1987.

## Profession
Il est employé de banque avant son service militaire. Il est actuellement professeur de sport à la Direction départementale de la Cohésion sociale depuis 1989. Il vient de prendre sa retraite en 2021.